# Bernard Chiarelli
Bernard Chiarelli, né le 24 février 1934 à Valenciennes et mort le 17 novembre 2024 à Saint-Saulve,, est un footballeur international français. Il évolue au poste de milieu de terrain du début des années 1950 au milieu des années 1960 et se reconvertit comme entraîneur. Il est l'unique joueur à avoir porté les couleurs du RC Lens, Lille OSC et Valenciennes.
Formé à l'US Valenciennes-Anzin, Bernard Chiarelli y joue neuf saisons et participe à la remontée en D1 en 1956. Le milieu de terrain intègre même l'équipe de France, alors seul à jouer de D2 dans ce cas. Ses performances lui valent d'aller en Suède en 1958 pour la Coupe du monde. À son retour, il signe l'un des plus gros transferts de l'époque, au RC Lens où il reste un an en D1 et continue sa carrière au Lille OSC trois ans en D2 et à l'UA Sedan-Torcy deux saisons en D1.
Comptant une seule et unique sélection avec l'équipe de France en 1958, il est retenu pour la Coupe du monde la même année, où les Bleus empochent la troisième place, mais ne prend pas part à un seul match.
Il devient en suite entraîneur de l'Amicale de Lucé qu'il mène de régional en Division 2 entre 1968 et 1977.
Chiarelli est décédé le 17 novembre 2024, à l'âge de 90 ans.

## Biographie

### Enfance et formation à Valenciennes
D'origine italienne, Bernard Chiarelli naît dans la rue des Ormes dans la cité des jardins à Valenciennes,. Son père est rétameur (il refaisait les fonds de casseroles). Bernard est le neuvième de dix enfants dont sept garçons. Ils jouent tous à l'US Valencienne Anzin où Bernard effectue sa formation à partir de 1944. Il est aussi souvent ramasseur de balle lors des matchs de l'équipe première,.
Il est ensuite CPE au collège Saint-Jean-Baptiste de La Salle à Valenciennes.
Au terme de la saison 1950-1951, Bernard Chiarelli termine cinquième de la finale nationale du concours du jeune footballeur au stade olympique de Colombes. Le lendemain il est invité à la finale de la Coupe de France à laquelle participe Valenciennes face au RC Strasbourg, perdue 3-0 par son club. Surclassé de cadet chez les juniors, il y est ensuite de juniors chez les seniors.

### International avec l'USVA (1952-1958)
En octobre 1951, Bernard Chiarelli dispute son premier match avec l'équipe professionnelle de l'US Valencienne-Anzin entraînée par Charles Demeillez à Troyes, alors qu’il n’a que 17 ans en tant qu'ailier,. Les Valenciennois échouent en match de barrage pour la montée. L’encadrement du club est instable et Chiarelli connaît plusieurs entraîneurs durant la période 1952-1953. 
En 1953, Robert Domergue devient entraîneur du club du Hainaut. À partir de la saison 1954-1955, la situation sportive s’améliore grâce à une nouvelle génération : Jacques Legrand, Edouard Stako et quelques autres dont Chiarelli est le chef de file. Avec Stako et Marcel Gaillard, Bernard forme le côté gauche de l'équipe associé au buteur Van Rhijn,. Après avoir joué la montée toute la saison, VA termine à la 5e place.  
L’année suivante (1955-1956) est la bonne grâce à l’apport de l’expérimenté Albert Toris en défense, Bernard fait une bonne saison et VA accroche la 3e place. Opposé au Lille OSC en barrage, le derby tourne à l’avantage de Valenciennes à la surprise générale. Battu 2-1 au stade Henri Jooris, VA écrase le LOSC sur sa pelouse, avec une victoire 4-0 et accède à la Division 1. 
Le club va passer sa première saison en D1 à lutter contre la descente et le retour en 2e division. Relégable à cinq journées de la fin, les joueurs trouvent les ressources pour se maintenir.
Lors de la saison 1957-1958, Valenciennes effectue un bon début de saison avant de ralentir la cadence et se maintenir sans difficulté.

### En équipe de France
Lors de la saison 1954-1955, Bernard Chiarelli est le seul joueur de Division 2 à être appelé en équipe de France A, pour des stages dans un premier temps puis lors d'une rencontre contre l'Espagne en mars 1958, sans entrer en jeu. Il est alors considéré comme l'espoir français numéro un.
En avril 1958, Albert Batteux le convoque en équipe de France pour un match amical contre la Suisse au Parc des Princes. Dans cette équipe française offensive sans meneur de jeu en l'absence de Piantoni forfait, Chiarelli assure la liaison offensive avec René Bliard.
À quelques semaines de la Coupe du monde 1958, il parvient à tirer son épingle du jeu et est du voyage en Suède, au milieu des Kopa, Fontaine, Piantoni, Vincent, et autres Wisniewski. La veille du premier match face au Paraguay, on lui apprend, dans sa chambre qu'il partage avec son ami Yvon Douis, qu'il doit commencer la rencontre. Mais la décision change deux heures avant le coup d'envoi lors de la causerie. Prenant mal la décision, il quitte la pièce et retourne dans sa chambre. Chiarelli ne dispute ensuite aucune minute du tournoi. Les Tricolores finissent la compétition à la troisième place, battu en demi-finale par le Brésil de Pelé au terme d'un match épique.
En décembre 1961, Bernard Chiarelli est convoqué en équipe de France B pour jouer devant le Luxembourg. La sélection possède une moyenne d'âge élevée et est composée presque essentiellement de joueurs du Nord-Est, dont cinq sedanais dont Chiarelli, alors deuxièmes en Division 1. Chiarelli, capitaine avisé, mène l'équipe à la victoire (2-0) après s'être beaucoup sacrifié et avoir porté plusieurs fois l'estocade.[style à revoir]

### Continuation au haut niveau (1958-1963)
À l'été 1958, les Houillères, principal partenaire financier du RC Lens, veulent engager ce nouvel international et déboursent 25 millions de francs de l'époque, alors un des plus gros transferts, objet de polémiques. Les dirigeants du club lensois ne sont pas du même avis que leur financeur, mais ne veulent pas aller contre. Pour son troisième match sous le maillot lensois, il marque le seul but du match chez son ancien club de Valenciennes sur coup franc. Le club part pour jouer le haut de tableau, mais la saison est décevante, à la trêve l’entraineur est licencié et les Sang-et-or terminent à la seizième place. L'unique rayon de soleil vient de la Coupe Charles Drago, que Lens remporte 3-2 après prolongation contre ... Valenciennes. Troisième joueur le plus utilisé et bon technicien, Bernard Chiarelli ne joue qu'une saison à Lens, son style ne s'accommodant pas au reste de l'équipe.
En 1959, il rejoint alors le Lille OSC englué en Division 2 devenant l'unique footballeur à porter les couleurs de Lens, Lille et Valenciennes,, sans toutefois devenir le facteur X[pas clair] de cette équipe qui termine 11e. Bernard Chiarelli est la vedette des Lillois. La saison 1960-1961 n'est guère meilleure avec une 9e place. 
Dans le cadre d’un échange avec Jean Lion, en septembre 1961, Chiarelli rejoint l'UA Sedan Torcy évoluant en Division 1. Il ne prend pas part au tour préliminaire de Coupe des coupes. Les Ardennais font une bonne saison 1961-1962 en terminant à la cinquième place et Chiarelli termine troisième meilleur buteur de l'équipe avec six réalisations. La saison suivante (1962-1963) est plus délicate pour lui. Il passe du temps à l’infirmerie et regarde de loin ses coéquipiers terminer troisièmes du championnat, après avoir manqué le titre de peu. Chiarelli ne dispute pas non plus la finale de la Coupe Charles Drago contre Sochaux. Après l’avoir emporté 1-0 domicile, les Sangliers se font corriger au stade Bonal, 5-2.
Bernard Chiarelli rejoint Le Havre AC en D2 1963-1964, avec comme objectif la montée. L'équipe ne parvient pas à enrayer la spirale de mauvaise résultat en deuxième partie de saison, qui coute la montée au club.
En 1964-1965, Bernard Chiarelli signe à l'EF Bergerac. L'équipe termine 1er de son groupe CFA et participe à la finale du Championnat de France.

### Entraîneur (1965-1981)
Après sa carrière, Bernard Chiarelli opte pour le banc de touche. Il passe ses diplômes de moniteur en finissant major de promotion puis ceux d'entraîneur national et d'entraîneur instructeur fédéral en même temps qu'Aimé Jacquet, Roger Lemerre et Georges Peyroche. 
Restant dans le sud de la France, Bernard Chiarelli entraîne le l'AS Nontron entre 1965 et 1967. 
Pour la saison 1968-1969, Bernard Chiarelli devient entraîneur de l'Amicale de Lucé en Division d'honneur de la Ligue du Centre. En plus de la Coupe départementale, il remporte dès sa première saison le championnat régional et obtient la montée en championnat de France amateur, alors plus haut niveau pour un club amateur. Pour sa première saison en Division nationale, le club termine quinzième et avant-dernier, mais poursuit l'aventure à ce niveau en l'absence de relégations. Lucé finit dixième et premier non-relégable en 1970-1971. Dans la nouvelle Division 3, Lucé monte au quatrième rang du groupe Centre. Placé dans la poule Ouest, l'Amicale marque le pas avec deux huitièmes places en 1972-73 et 1973-74. Lors de cette seconde saison, Lucé atteint pour la première fois les 32es de finale de la Coupe de France et l'élimination chez le FC Metz (D1). La D3 1974-1975 se termine à la cinquième place pour l'ALF. Au bout de la saison 1975-1976, l'Amicale devance d'un seul point l'AS Corbeil-Essonnes et réussit ce qu'aucun club de football d'Eure-et-Loir n'a jamais réussit : se hisser en deuxième division nationale. L'Amicale est placée dans la poule Nord de Division 2 avec notamment le RC Strasbourg, le SM Caen et le FC Lorient. Les débuts sont difficiles avec une seule victoire lors des six premiers matchs. Jusqu'à la 22e journée, les Verts ne connaissent ensuite que deux défaites. Le dernier tiers de la compétition est plus difficile pour l'Amicale qui connait davantage de revers. En mars 1977, Bernard Chiarelli laisse sa place sur le banc, reprise par Bernard Goueffic en tant qu'entraineur-joueur jusqu'à la fin de saison.  Il déclare en 2012 : « Avec mes diverses sélections en équipe de France, Lucé reste une de mes grandes fiertés ».
Bernard Chiarelli retourne dans le Nord et entraine l'Entente sportive du parc amandinois raismois (ESPAR) et amène quelques joueurs lucéens dont le Nordiste André Roland. Parti en Division d'honneur en 1977-1978, le club intègre la nouvelle Division 4 1978-1979 terminée à la septième place sur quatorze. La saison suivante, l'ESPAR finit quatrième, à cinq points de la montée en Division 3, puis troisième à quatre points de la D3 en 1980-1981. Bernard Chiarelli n'est ensuite plus l'entraîneur du club.

### Poursuite d'activités
À la retraite en 1993, Bernard Chiarelli ne reste pas inactif et réintègre le Valenciennes FC, servant de prête-nom à l'époque à un certain Boro Primorac. En 2003, à la demande du président Francis Decourrière, il est chargé d'observer les jeunes footballeurs de la région et déclare en 2012 : « J'ai effectué 21000 km et le tout comme bénévole ».
En 2007, champion du Nord de pétanque en triplette, il participe aux championnats de France, ainsi qu'en 2010.
En octobre 2012, André Lenquette, ami et maire de Beuvrages, organise le jubilé de Bernard Chiarelli (78 ans). La journée voit se dérouler un match entre les éducateurs du district Escaut et les anciens de l'USVA  puis le match de gala entre les anciens du RC Lens et le club des internationaux de football,.
Il vit ensuite sa retraite à Trith-Saint-Léger (Nord).

## Décoration
- Médaille d'honneur de la jeunesse et des sports (1958)[32]

## Statistiques

### Joueur par saison
Bernard Chiarelli prend part à cinq éditions du Championnat de France avec trois clubs différents, y joue 135 matchs et marque à vingt reprises.
| Saison                | Club                  | Championnat           | Championnat | Championnat | Coupe(s) nationale(s) | Coupe(s) nationale(s) | France | France | Total | Total |
| Saison                | Club                  | Division              | M.          | B.          | M.                    | B.                    | M.     | B.     | M.    | B.    |
| 1951-1952             | US Valenciennes-Anzin | D2                    | 2           | -           | -                     | -                     | -      | -      | 2     | 0     |
| 1952-1953             | US Valenciennes-Anzin | D2                    | 8           | -           | 1                     | -                     | -      | -      | 9     | 0     |
| 1953-1954             | US Valenciennes-Anzin | D2                    | 34          | 8           | -                     | -                     | -      | -      | 34    | 8     |
| 1954-1955             | US Valenciennes-Anzin | D2                    | 34          | 3           | 2                     | -                     | -      | -      | 36    | 3     |
| 1955-1956             | US Valenciennes-Anzin | D2                    | 34          | 6           | 4                     | -                     | -      | -      | 38    | 6     |
| 1956-1957             | US Valenciennes-Anzin | D1                    | 33          | 3           | 7                     | 2                     | -      | -      | 40    | 5     |
| 1957-1958             | US Valenciennes-Anzin | D1                    | 26          | 5           | 4                     | 1                     | 1      | -      | 31    | 6     |
| Sous-total            | Sous-total            | Sous-total            | 171         | 25          | 18                    | 3                     | 1      | 0      | 190   | 28    |
| 1958-1959             | RC Lens               | D1                    | 33          | 5           | 6                     | 2                     | -      | -      | 39    | 7     |
| 1959-1960             | Lille OSC             | D2                    | 30          | 7           | 5                     | -                     | -      | -      | 35    | 7     |
| 1960-1961             | Lille OSC             | D2                    | 32          | 3           | 3                     | 1                     | -      | -      | 35    | 4     |
| 1961                  | Lille OSC             | D2                    | 3           | -           | -                     | -                     | -      | -      | 3     | 0     |
| Sous-total            | Sous-total            | Sous-total            | 64          | 10          | 8                     | 1                     | 0      | 0      | 72    | 11    |
| 1961-1962             | UA Sedan Torcy        | D1                    | 29          | 6           | 4                     | -                     | -      | -      | 33    | 6     |
| 1962-1963             | UA Sedan Torcy        | D1                    | 14          | -           | 4                     | -                     | -      | -      | 18    | 0     |
| Sous-total            | Sous-total            | Sous-total            | 43          | 6           | 8                     | 0                     | 0      | 0      | 51    | 6     |
| 1963-1964             | Le Havre AC           | D2                    | 26          | 4           | 5                     | 2                     | -      | -      | 31    | 6     |
| 1964-1965             | EF Bergerac           | CFA                   | -           | -           | -                     | -                     | -      | -      | 0     | 0     |
| 1965-1966             | AS Nontron            |                       | -           | -           | -                     | -                     | -      | -      | 0     | 0     |
| Total sur la carrière | Total sur la carrière | Total sur la carrière | 338         | 50          | 45                    | 8                     | 1      | 0      | 384   | 58    |

### En équipe de France
| # | Date             | Lieu                      | Adversaire           | Compétition                    | Score | Note              |
| - | ---------------- | ------------------------- | -------------------- | ------------------------------ | ----- | ----------------- |
| - | 13 mars 1958     | Parc des Princes, Paris   | Espagne              | Match amical                   | 2-2   | Non-entré en jeu. |
| 1 | 16 avril 1958    | Parc des Princes, Paris   | Suisse               | Match amical                   | 0-0   | Titulaire.        |
| - | 8 juin 1958      | Idrottsparken, Norrköping | Paraguay             | Coupe du monde 1958 - groupe   | 7-3   | NE.               |
| - | 11 juin 1958     | Arosvallen, Västerås      | Yougoslavie          | Coupe du monde 1958 - groupe   | 2-3   | NE.               |
| - | 15 juin 1958     | Eyravallen, Örebro        | Écosse               | Coupe du monde 1958 - groupe   | 2-1   | NE.               |
| - | 16 juin 1958     | Idrottsparken, Norrköping | Irlande du Nord      | Coupe du monde 1958 - quart    | 4-0   | NE.               |
| - | 24 juin 1958     | Stade Råsunda, Solna      | Brésil               | Coupe du monde 1958 - demie    | 2-5   | NE.               |
| - | 28 juin 1958     | Ullevi, Göteborg          | Allemagne de l'Ouest | Coupe du monde 1958 - 3e place | 6-3   | NE.               |
| B | 10 décembre 1961 | Esch-sur-Alzette          | Luxembourg           | Match amical                   | 0-2   | Capitaine         |

### Entraîneur
| Saison                | Club            | Championnat | Championnat | Championnat | Championnat | Championnat | Championnat | Coupe de France | Coupe de France | Coupe de France | Coupe de France | Coupe de France | Total | Total | Total | Total |
| Saison                | Club            | Division    | Classement  | M           | V           | N           | D           | Tour            | M               | V               | N               | D               | M     | V     | N     | D     |
| --------------------- | --------------- | ----------- | ----------- | ----------- | ----------- | ----------- | ----------- | --------------- | --------------- | --------------- | --------------- | --------------- | ----- | ----- | ----- | ----- |
| 1965-1966             | AS Nontron      |             |             |             |             |             |             |                 |                 |                 |                 |                 |       |       |       |       |
| 1966-1967             | AS Nontron      |             |             |             |             |             |             |                 |                 |                 |                 |                 |       |       |       |       |
| Sous-total            |                 |             |             |             |             |             |             |                 |                 |                 |                 |                 |       |       |       |       |
| 1968-1969             | Amicale de Lucé | DH          | 1er/12      | 22          | 16          | 3           | 3           |                 |                 |                 |                 |                 |       |       |       |       |
| 1969-1970             | Amicale de Lucé | DN          | 15e/16      | 30          | 4           | 11          | 15          |                 |                 |                 |                 |                 |       |       |       |       |
| 1970-1971             | Amicale de Lucé | DN          | 10e/13      | 24          | 9           | 4           | 11          |                 |                 |                 |                 |                 |       |       |       |       |
| 1971-1972             | Amicale de Lucé | D3          | 4e/14       | 26          | 12          | 6           | 8           | 5e tour         |                 |                 |                 |                 |       |       |       |       |
| 1972-1973             | Amicale de Lucé | D3          | 8e/16       | 30          | 11          | 6           | 13          | 7e tour         | 1               | -               | -               | 1               | 31    | 11    | 6     | 14    |
| 1973-1974             | Amicale de Lucé | D3          | 8e/16       | 30          | 10          | 9           | 11          | 32e de finale   | 2               | 1               | -               | 1               | 32    | 11    | 9     | 12    |
| 1974-1975             | Amicale de Lucé | D3          | 5e/16       | 30          | 15          | 5           | 10          | 6e tour         |                 |                 |                 |                 |       |       |       |       |
| 1975-1976             | Amicale de Lucé | D3          | 1er/16      | 30          | 18          | 6           | 6           | 5e tour         |                 |                 |                 |                 |       |       |       |       |
| 1976-1977             | Amicale de Lucé | D2          | ...         | 24          | 11          | 6           | 7           | 6e tour         | 1               | -               | -               | 1               | 25    | 11    | 6     | 8     |
| Sous-total            | Sous-total      | Sous-total  | Sous-total  | 246         | 106         | 56          | 84          |                 |                 |                 |                 |                 |       |       |       |       |
| 1977-1978             | ESPAR           | DH          | 3e          |             |             |             |             | 7e tour         |                 |                 |                 |                 |       |       |       |       |
| 1978-1979             | ESPAR           | D4          | 7e/14       | 26          | 10          | 9           | 7           | 4e tour         |                 |                 |                 |                 |       |       |       |       |
| 1979-1980             | ESPAR           | D4          | 4e/14       | 26          | 11          | 9           | 6           |                 |                 |                 |                 |                 |       |       |       |       |
| 1980-1981             | ESPAR           | D4          | 3e/14       | 26          | 13          | 8           | 5           |                 |                 |                 |                 |                 |       |       |       |       |
| Sous-total            | Sous-total      | Sous-total  | Sous-total  | 78          | 34          | 26          | 18          |                 |                 |                 |                 |                 |       |       |       |       |
| Total sur la carrière |                 |             |             |             |             |             |             |                 |                 |                 |                 |                 |       |       |       |       |

## Style de jeu
Milieu de terrain polyvalent (relayeur ou meneur de jeu) et élégant, Bernard Chiarelli montre des qualités techniques et un sens du dribble au dessus de la moyenne. Il est adepte du beau geste et du beau jeu. Avant la Coupe du monde 1958, un média écrit sur lui « Goût du risque, opiniâtreté, et sens du but en font un grand demi moderne »,. 

## Palmarès
- Coupe du monde
  - Troisième : 1958 avec la France
- Coupe Charles Drago (1)
  - Vainqueur : 1959 avec le RC Lens
  - Finaliste : 1963 avec Sedan